# VM i håndbold 1990 (mænd)
Verdensmesterskabet i håndbold for mænd 1990 var det 12. (indendørs) VM i håndbold for mænd. Slutrunden blev afholdt i Tjekkoslovakiet i perioden 28. februar – 10. marts 1990.
De 16 deltagende nationer spillede først en indledende runde i fire grupper med fire hold, hvorfra de tre bedste i hver gruppe gik videre til hovedrunden, der bestod af to nye grupper med seks hold. Hovedrundens to gruppevindere gik direkte videre til VM-finalen, mens de to toere gik videre til bronzekampen. De to gruppetreere spillede om 5.pladsen, firerne spillede om 7.pladsen, femmerne om 9.pladsen og sekserne om 11.pladsen. Holdene, der sluttede sidst i de indledende grupper, spillede en placeringsrunde om placeringerne 13-16.
Sverige blev verdensmester for tredje gang ved at slå Sovjetunionen 27-23 i finalen. Bronzen gik til Rumænien, der besejrede Jugoslavien 27-21 i bronzekampen. Slutrunden blev den første i VM-historien uden dansk deltagelse, eftersom det danske landshold ikke kvalificerede sig. Det var ligeledes den sidste slutrunde med tidligere store håndboldnationer, som Sovjetunionen, DDR og Tjekkoslovakiet.
| VM 1990 | VM 1990         |
| ------- | --------------- |
| Guld    | Sverige         |
| Sølv    | Sovjetunionen   |
| Bronze  | Rumænien        |
| 4.      | Jugoslavien     |
| 5.      | Spanien         |
| 6.      | Ungarn          |
| 7.      | Tjekkoslovakiet |
| 8.      | DDR             |

| VM 1990 | VM 1990  |
| ------- | -------- |
| 9.      | Frankrig |
| 10.     | Island   |
| 11.     | Polen    |
| 12.     | Sydkorea |
| 13.     | Schweiz  |
| 14.     | Cuba     |
| 15.     | Japan    |
| 16.     | Algeriet |

## Slutrunde

### Indledende runde
| Dato | Kamp                | Res.  |
| ---- | ------------------- | ----- |
| ?    | Ungarn - Frankrig   | 19-18 |
| ?    | Sverige - Algeriet  | 20-19 |
| ?    | Algeriet - Ungarn   | 16-22 |
| ?    | Frankrig - Sverige  | 18-26 |
| ?    | Ungarn - Sverige    | 20-25 |
| ?    | Frankrig - Algeriet | 23-20 |

| Gruppe A | Kampe | Mål   | Point |
| -------- | ----- | ----- | ----- |
| Sverige  | 3     | 71-57 | 6     |
| Ungarn   | 3     | 61-59 | 4     |
| Frankrig | 3     | 59-65 | 2     |
| Algeriet | 3     | 55-65 | 0     |

| Dato | Kamp                       | Res.  |
| ---- | -------------------------- | ----- |
| ?    | Sydkorea - Rumænien        | 24-26 |
| ?    | Tjekkoslovakiet - Schweiz  | 12-13 |
| ?    | Schweiz - Sydkorea         | 17-21 |
| ?    | Rumænien - Tjekkoslovakiet | 25-17 |
| ?    | Sydkorea - Tjekkoslovakiet | 24-29 |
| ?    | Rumænien - Schweiz         | 24-16 |

| Gruppe B        | Kampe | Mål   | Point |
| --------------- | ----- | ----- | ----- |
| Rumænien        | 3     | 75-57 | 6     |
| Sydkorea        | 3     | 69-72 | 2     |
| Tjekkoslovakiet | 3     | 58-62 | 2     |
| Schweiz         | 3     | 55-65 | 2     |

| Dato | Kamp                  | Res.  |
| ---- | --------------------- | ----- |
| ?    | Jugoslavien - Spanien | 17-18 |
| ?    | Island - Cuba         | 27-23 |
| ?    | Cuba - Jugoslavien    | 27-28 |
| ?    | Spanien - Island      | 19-18 |
| ?    | Jugoslavien - Island  | 27-20 |
| ?    | Spanien - Cuba        | 29-26 |

| Gruppe C    | Kampe | Mål   | Point |
| ----------- | ----- | ----- | ----- |
| Spanien     | 3     | 66-61 | 6     |
| Jugoslavien | 3     | 72-65 | 4     |
| Island      | 3     | 65-69 | 2     |
| Cuba        | 3     | 76-84 | 0     |

| Dato | Kamp                  | Res.  |
| ---- | --------------------- | ----- |
| ?    | Sovjetunionen - Polen | 26-21 |
| ?    | DDR - Japan           | 26-22 |
| ?    | Japan - Sovjetunionen | 16-35 |
| ?    | Polen - DDR           | 17-25 |
| ?    | Sovjetunionen - DDR   | 34-19 |
| ?    | Polen - Japan         | 25-17 |

| Gruppe D      | Kampe | Mål   | Point |
| ------------- | ----- | ----- | ----- |
| Sovjetunionen | 3     | 95-56 | 6     |
| DDR           | 3     | 70-73 | 4     |
| Polen         | 3     | 63-68 | 2     |
| Japan         | 3     | 55-86 | 0     |

### Placeringsrunde
Holdene, der endte på fjerdepladserne i de indledende grupper, spillede om placeringerne 13-16 i placeringsrunden.
| Dato | Kamp               | Res.  |
| ---- | ------------------ | ----- |
| ?    | Algeriet - Cuba    | 20-20 |
| ?    | Cuba - Japan       | 23-20 |
| ?    | Cuba - Schweiz     | 26-32 |
| ?    | Algeriet - Schweiz | 18-22 |
| ?    | Schweiz - Japan    | 22-12 |
| ?    | Japan - Algeriet   | 21-20 |

| Placeringsrunde | Placeringsrunde | Kampe | Mål   | Point |
| --------------- | --------------- | ----- | ----- | ----- |
| 13.             | Schweiz         | 3     | 76-56 | 6     |
| 14.             | Cuba            | 3     | 69-72 | 3     |
| 15.             | Japan           | 3     | 53-65 | 2     |
| 16.             | Algeriet        | 3     | 58-63 | 1     |

### Hovedrunde
Hovedrunden bestod af de tolv hold, der var endt som nr. 1, 2 eller 3 i de indledende grupper, og holdene var inddelt i to grupper med seks hold – holdene fra de indledende grupper A og B blev samlet i gruppe I, mens holdene fra gruppe C og D samledes i gruppe II. Resultaterne af kampe mellem hold fra samme gruppe i den indledende runde blev overført til hovedrunden. Vinderne af de to grupper gik direkte i VM-finalen, toerne spillede bronzekamp, treerne spillede om 5.pladsen, mens firerne mødtes i en kamp om 7.pladsen, femmerne spillede om 9.pladsen og endelig mødtes sekserne i kampen om 11.pladsen
| Dato | Kamp                       | Res.  |
| ---- | -------------------------- | ----- |
| ?    | Sverige - Tjekkoslovakiet  | 26-20 |
| ?    | Ungarn - Sydkorea          | 27-24 |
| ?    | Frankrig - Rumænien        | 21-25 |
| ?    | Tjekkoslovakiet - Frankrig | 21-21 |
| ?    | Rumænien - Ungarn          | 21-24 |
| ?    | Sydkorea - Sverige         | 23-34 |
| ?    | Frankrig - Sydkorea        | 31-24 |
| ?    | Ungarn - Tjekkoslovakiet   | 20-20 |
| ?    | Sverige - Rumænien         | 19-20 |

| Gruppe I        | Kampe | Mål     | Point |
| --------------- | ----- | ------- | ----- |
| Sverige         | 5     | 130-101 | 8     |
| Rumænien        | 5     | 117-105 | 8     |
| Ungarn          | 5     | 110-108 | 7     |
| Tjekkoslovakiet | 5     | 107-116 | 4     |
| Frankrig        | 5     | 109-115 | 3     |
| Sydkorea        | 5     | 119-147 | 0     |

| Dato | Kamp                        | Res.  |
| ---- | --------------------------- | ----- |
| ?    | Spanien - Polen             | 24-17 |
| ?    | Jugoslavien - DDR           | 21-20 |
| ?    | Island - Sovjetunionen      | 19-27 |
| ?    | Sovjetunionen - Jugoslavien | 24-22 |
| ?    | Polen - Island              | 27-25 |
| ?    | DDR - Spanien               | 25-20 |
| ?    | Spanien - Sovjetunionen     | 28-37 |
| ?    | Jugoslavien - Polen         | 33-20 |
| ?    | Island - DDR                | 19-17 |

| Gruppe II     | Kampe | Mål     | Point |
| ------------- | ----- | ------- | ----- |
| Sovjetunionen | 5     | 148-109 | 10    |
| Jugoslavien   | 5     | 120-102 | 6     |
| Spanien       | 5     | 109-114 | 6     |
| DDR           | 5     | 106-111 | 4     |
| Island        | 5     | 101-117 | 2     |
| Polen         | 5     | 102-133 | 2     |

### Finalekampe
| Dato              | Kamp                    | Res.  |
| ----------------- | ----------------------- | ----- |
| Kamp om 5.pladsen |                         |       |
| ?                 | Ungarn - Spanien        | 19-23 |
| Bronzekamp        |                         |       |
| ?                 | Rumænien - Jugoslavien  | 27-21 |
| Finale            |                         |       |
| ?                 | Sverige - Sovjetunionen | 27-23 |

| Dato               | Kamp                  | Res.  |
| ------------------ | --------------------- | ----- |
| Kamp om 11.pladsen |                       |       |
| ?                  | Sydkorea - Polen      | 27-33 |
| Kamp om 9.pladsen  |                       |       |
| ?                  | Frankrig - Island     | 29-23 |
| Kamp om 7.pladsen  |                       |       |
| ?                  | Tjekkoslovakiet - DDR | 17-16 |